# 庶民院

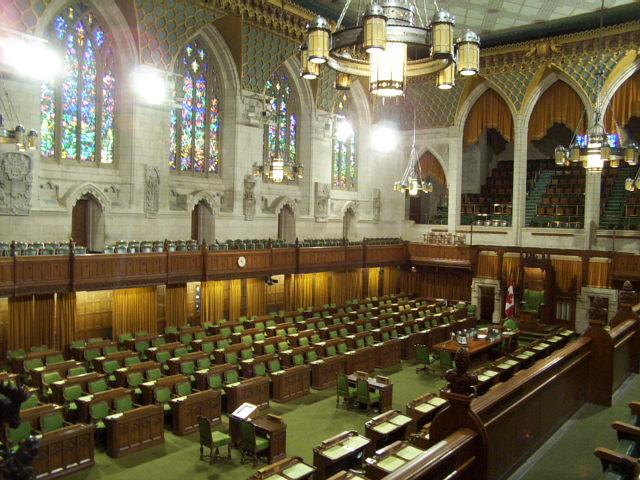
オタワのパーラメント・ヒルに所在するカナダ庶民院の議場。

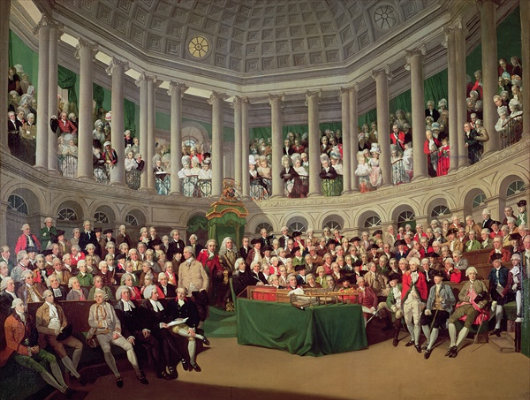
アイルランド庶民院（1780年頃画）。この議場が入っていた議事堂は世界で最初に庶民院議事堂として建てられた。

庶民院（しょみんいん、英語: The House of Commons）は、両院制の議会における公選制の下院の名称のひとつ。イングランド王国の下院に由来する「庶民院」の名を持つ議院は現在はイギリスとカナダに存在し、またかつてはグレートブリテン王国との合同以前のアイルランド王国・1920年アイルランド統治法下の北アイルランド自治政府・ノースカロライナ植民地およびノースカロライナ州政府にも存在した。そのほかの旧イギリス植民地やイギリス連邦加盟国ではおおむね対応する議院として、アメリカ合衆国の代議院、オーストラリアの代議院、ニュージーランドの代議院、インドのローク・サバーがある。
イギリスとカナダでは、庶民院は上院（イギリスでは貴族院、カナダでは元老院）より多くの立法権を持ち、庶民院の多数党の党首が通常首相に指名される。2010年以降のイギリス庶民院は650議席、2015年以降のカナダ庶民院は338議席からなる。庶民院の権能には法律の制定・改廃、課税の認可、政府の政策や歳出の調査があり、さらに政府に対する不信任案を決議することができる。

## 歴史と名称
イングランド王国の庶民院は、議会から州（郡、county）と都市（borough）の納税者代表が分離して成立した。州からは州騎士（郡騎士議員）として地主層が、都市からはBurgessとして商人層が選出された。彼らは国王（The Crown）の臣民のうち、自ら貴族院に議席を持っていた世俗貴族（Lords Temporal）または聖職貴族（Lords Spiritual）以外を代表していた。なお「庶民院」（The House of Commons）の名称は、彼らが共同体（communities）あるいは自治体（communes）の代表であったことに由来する。
庶民院議員は、常に選挙で選出された。これは貴族院において、世俗貴族は保持者が死去した場合君主が爵位を継承した人物を召集し、聖職貴族はイングランドおよびウェールズの教区主教（宗教改革後はイングランド国教会の主教）が指定されていたこととは対照的である。しかし中世から18世紀に至るまで、さまざまな方法で選挙権は制限される傾向にあり（制限選挙）、そのため18世紀までに多数の腐敗選挙区が生じていた。19世紀以降、イギリスとカナダでは選挙権が拡大され、庶民院は代議制議院の性質を強めていった。両国の庶民院議員は現在、成人による完全普通選挙によって選ばれている。
すべての国で、選挙等の理由での庶民院の閉会は国王（イギリス連邦では総督）によって行われる。

## 庶民院の一覧
「庶民院」はウェストミンスター・システムと関連付けられることが多いが、現在この名称の議院は2か国にのみ存在する。
- ブリテン諸島
  - イギリス庶民院
    - イングランド庶民院 （大半はロンドンのウェストミンスター宮殿。1295年 - 1706年）
    - グレートブリテン庶民院 （ロンドンのウェストミンスター宮殿。1707年 - 1801年）
    - 連合王国庶民院 （ロンドンのウェストミンスター宮殿。1801年 - 現在）

  - アイルランド庶民院（英語版） (ダブリン各地: ダブリン城、ブルーコート・スクール（英語版）、アイルランド議会議事堂（英語版）。1297年 - 1801年）
  - 南アイルランド庶民院（英語版） （ダブリンの政府庁舎（英語版）。1921年 - 1922年）
  - 北アイルランド庶民院（英語版） （ベルファストの北アイルランド議会議事堂。1921年 - 1972年）

- 北アメリカ
  - カナダ庶民院 （オンタリオ州オタワのパーラメント・ヒル（英語版）。1867年 - 現在）
  - ノースカロライナ州議会の下院（英語版）の1760年 - 1868年までの名称。

この他イギリスの旧植民地ではないが、両院制を採用していた大韓民国の第二共和国における民議院（下院に相当）は英語で「House of Commons」と訳されていた。